# Lambdina athasaria
Lambdina athasaria là một loài bướm đêm trong họ Geometridae.